# Flaming Pie
Flaming Pie è il 13º album in studio di Paul McCartney, pubblicato nel 1997. È il suo primo disco in studio in più di quattro anni; fu fortemente influenzato dal coinvolgimento di McCartney nel progetto Anthology. Nelle note di copertina di Flaming Pie, McCartney scrisse: «L'Anthology mi ha fatto ricordare il livello artistico dei Beatles e il livello che raggiungevamo con le nostre canzoni. Così tutto ciò è stato di ispirazione per questo disco».

## Registrazione e struttura
Nel febbraio 1995, McCartney chiamò, per collaborare al disco, Jeff Lynne, cantante e chitarrista dell'Electric Light Orchestra, nonché grande fan dei Beatles, che aveva precedentemente lavorato con George Harrison sul suo album del 1987 Cloud Nine, oltre che nei The Traveling Wilburys, e che aveva anche co-prodotto Free As A Bird e Real Love per l'Anthology. McCartney voleva un sound abbastanza scarno e semplice per il disco— senza indulgere troppo in elaborate produzioni — registrò l'album durante l'arco di due anni, lavorando non solo con Lynne, ma anche con Steve Miller, George Martin, Ringo Starr e con il figlio, James McCartney, che suona la chitarra in Heaven on a Sunday. Calico Skies e Great Day provengono entrambe da una session del 1992 antecedente alla pubblicazione dell'album Off the Ground.
Il titolo Flaming Pie ("torta fiammeggiante") è un riferimento ad una storia scherzosamente raccontata da John Lennon ai giornalisti nel 1961 sulle origini del nome dei Beatles: «Ebbi una visione in cui un uomo sopra una torta fiammeggiante volò sopra di noi, e disse: Voi siete i Beatles, con la A. E così fu». Sull'intero disco aleggia lo spirito dei Beatles; il brano The Song We Were Singing parla del duo compositivo Lennon/McCartney. Per il brano Somedays, scritto da McCartney nello spazio di sole due ore, venne impiegata una piccola orchestra da camera a sostegno della strumentazione acustica.

## Accoglienza
| Recensione                    | Giudizio |
| ----------------------------- | -------- |
| AllMusic                      | [ 6 ]    |
| Blender                       | [ 7 ]    |
| Encyclopedia of Popular Music | [ 8 ]    |
| Entertainment Weekly          | B−       |
| The Guardian                  | [ 10 ]   |
| Los Angeles Times             | [ 11 ]   |
| NME                           | 5/10     |
| Q                             | [ 13 ]   |
| Rolling Stone                 | [ 14 ]   |
| USA Today                     | [ 15 ]   |
| Ondarock                      | 8.5/10   |

Sin dalla sua uscita nel maggio 1997, le reazioni della critica a Flaming Pie furono molto positive, con McCartney che si prese le migliori recensioni dai tempi dell'album Tug of War del 1982. Le vendite del disco andarono anche ben oltre le più rosee aspettative di McCartney, acquistando nuova credibilità anche presso le nuove generazioni di fan che lo conoscevano principalmente grazie al progetto Anthology. Anticipato da eccellenti recensioni, Flaming Pie debuttò al numero 2 in classifica, dando a McCartney il suo miglior piazzamento dai tempi di Flowers in the Dirt otto anni prima. Il disco fu scalzato dalla “zona calda” della classifica dall'album delle Spice Girls Spice.
Anche negli Stati Uniti, le reazioni al disco furono alquanto positive. L'album debuttò al numero 2 in classifica (il miglior piazzamento per un album di McCartney dai tempi di Tug of War) con 121 000 copie vendute nella prima settimana di uscita, ancora una volta dietro l'album Spice che vendette solo 16 500 copie in più nello stesso lasso di tempo. Sia in UK che negli USA, Flaming Pie diventò velocemente disco d'oro.
I Singoli tratti dall'album, Young Boy, The World Tonight e Beautiful Night divennero degli hits in Gran Bretagna, piazzandosi tutti e tre nella top 40. Il singolo maggiormente di successo in America fu The World Tonight, che entrò nella classifica top 30 di Billboard. In molti altri Paesi, il disco ebbe un buon riscontro commerciale, e raggiunse anche la terza posizione in classifica in Italia.
Per promuovere il disco, McCartney tenne un party online sul web, e conseguentemente, l'evento entrò nel Guinness dei primati per il maggior numero di persone collegate online insieme in una chatroom.
Molti considerano Flaming Pie uno dei migliori album solisti di Paul McCartney. Il disco, inoltre, ricevette una nomination ai Grammy come Album dell'anno, anche se fu Bob Dylan a vincere il premio per il suo acclamato album Time Out of Mind.

## Tracce
Tutti i brani scritti da Paul McCartney, eccetto dove indicato. Le tracce 3, 5 e 9 sono state registrate da McCartney insieme a Steve Miller.
1. The Song We Were Singing – 3:55
2. The World Tonight – 4:06
3. If You Wanna – 4:38
4. Somedays – 4:15 (orchestrazione di George Martin)
5. Young Boy – 3:54
6. Calico Skies – 2:32
7. Flaming Pie – 2:30
8. Heaven on a Sunday – 4:27 (chitarra solista suonata da James McCartney, il figlio di Paul)
9. Used to Be Bad (Miller, McCartney) – 4:12
10. Souvenir – 3:41
11. Little Willow – 2:58 (un omaggio alla memoria di Maureen Starkey, ex moglie di Ringo)
12. Really Love You (McCartney, Ringo Starr) – 5:18 (Il giorno dopo che Ringo e Paul avevano registrato Beautiful Night, i due improvvisarono una jam session con Jeff Lynne che diede come risultato questa canzone)
13. Beautiful Night – 5:09 (La prima collaborazione dell'album con Ringo Starr (batteria e cori), con orchestrazione da parte di George Martin)
14. Great Day – 2:09 (scritta nei primi anni settanta)

### Altri brani
Sulle diverse versioni dei singoli furono pubblicate altre quattro canzoni, più 6 mini episodi di Oobu Joobu.
- - Sul singolo Young Boy
- "Oobu Joobu Part 1"

(contiene la canzone I Love This House (McCartney), un brano del 1984 con David Gilmour)
- - Sul singolo Young Boy
- Broomstick (McCartney)

(Altro brano con Steve Miller)
- - Sul singolo Young Boy
- "Oobu Joobu Part 2"

(contiene la canzone Atlantic Ocean (McCartney), del 1987)
- - Sul singolo Young Boy
- "Oobu Joobu Part 3"

(contiene la canzone Squid (McCartney), uno strumentale datato 1987)
- - Sul singolo The World Tonight
- "Oobu Joobu Part 4"

(contiene la versione da solo di Paul di Don't Break The Promise (McCartney), più tardi fatta con i 10CC)
- - Sul singolo The World Tonight
- Love Come Tumbling Down (McCartney)

(Brano del 1987)
- - Sul singolo Beautiful Night
- "Oobu Joobu Part 5"

(contiene la versione originale di Beautiful Night (McCartney), registrata nel 1987)
- - Sul singolo Beautiful Night
- Same Love (McCartney)

(Registrata nel 1988)
- - Sul singolo Beautiful Night
- "Oobu Joobu Part 6"

(contiene la canzone Love Mix (McCartney), del 1987)
- - Sul singolo Beautiful Night
- Looking For You (McCartney)

(Altra jam con Ringo e Jeff Lynne)

## Formazione
- Paul McCartney – voce, chitarra, basso, tastiera, batteria, percussioni, harmonium
- Jeff Lynne – chitarra, cori, tastiera
- James McCartney – chitarra
- Steve Miller – chitarra, cori
- Ringo Starr – batteria, cori, percussioni
- Kevin Robinson – tromba
- Michael Thompson – corno francese
- John Pigneguy – corno francese
- Richard Bissill – corno francese
- Richard Watkins – corno francese
- Chris Davis – sax
- Dave Bishop – sax
- Linda McCartney – cori